# Colcho

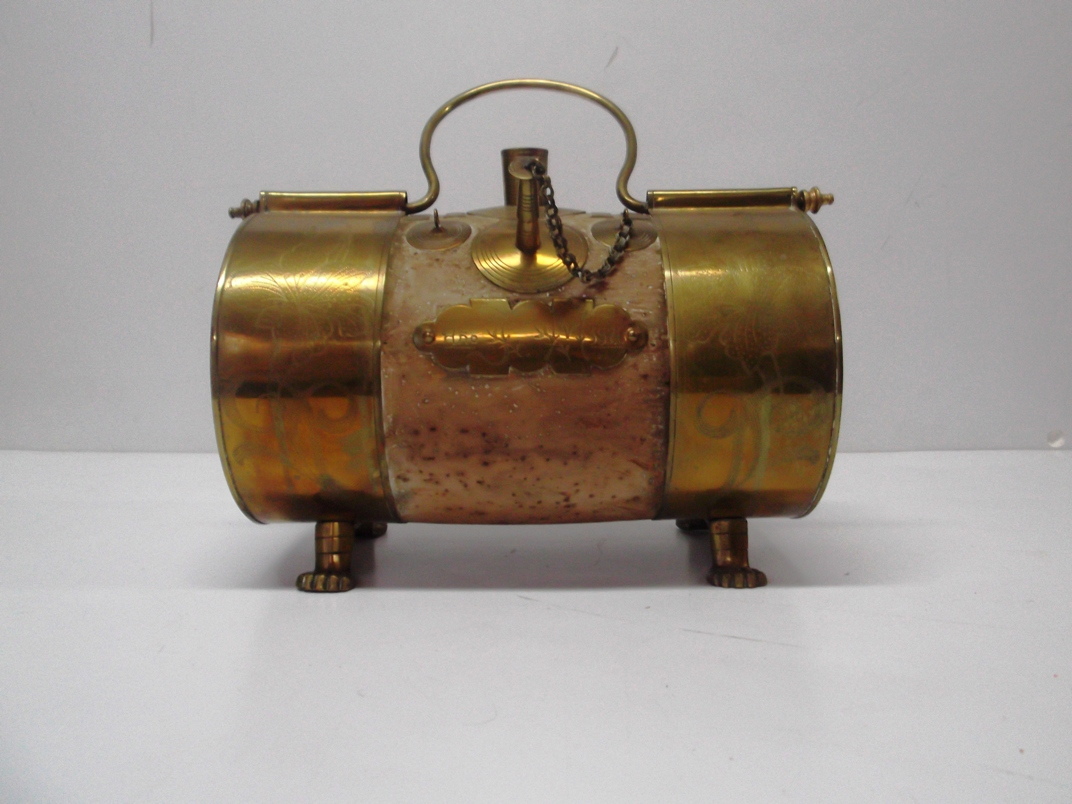

El colcho es una pieza única de artesanía, típica de Sagunto y su comarca, que consiste en un botijo de corcho con ciertas piezas de latón.
Su nombre se considera está relacionado directamente el material con el que se fabrican, y adopta esta ortografía por la facilidad con que se pueden transmutar las letras “l” y “r”, ambas consonantes líquidas, manteniendo este error por tradición lingüística. En ocasiones se les llama “suro”, lo cual es comprensible si tenemos en cuenta que esta palabra es la traducción al valenciano de la palabra corcho.
Actualmente la fabricación de colchos está sujeta a la patente, a nivel nacional, que posee el Centro Ocupacional San Cristóbal de Sagunto.

## Descripción
Se trata de un cilindro hueco de corcho que presenta en ambos lados unos tapones, también de corcho, y unos aros de latón, decorados de forma caprichosa, lo envuelven en los extremos laterales, estando unidos por un asa, también de latón. Además, en la parte central del corcho se colocan diversas placas metálicas, en diferentes posiciones y de diferente forma y tamaño. En la zona central se coloca una placa de forma rectangular que suele utilizarse para grabar datos, ya sean nombres, fechas, etc. sobre ella suelen ponerse tres placas circulares, dos del mismo tamaño más o menos arriba y a ambos lados de la placa rectangular, y en el centro se coloca la placa circular de mayor tamaño que presenta un pitorro, con un tapón unido a una cadena pequeña que a su vez se une a las sendas placas circulares pequeñas de los laterales. También  se suele colocar una placa circular y de mayor tamaño, en la parte superior del botijo que también presenta un pitorro, aunque éste sea de mayor tamaño, y del que surge una cadena que se une al pitorro de menor tamaño de la placa circular central de bajo. A ambos lados del pitorro más grande se colocan también otras placas metálicas, estrechas, que tienen una función práctica, sirven de grapas para unir el corcho en la parte superior.
El colcho se presenta normalmente en posición horizontal, y se le colocan unas patitas para que se apoyen sobre ellas,  aunque existe una variante, llamada colcha, que consiste en el mismo botijo pero dispuesto en posición vertical, apoyándose directamente sobre una de las placas metálicas que rodean el extremo que no presenta pitorro.

## Historia
Determinar una fecha exacta como principio de fabricación de este útil que al final ha evolucionado en una auténtica pieza de artesanía, resulta muy difícil, pese a ello se ha llegado a fijar el siglo XVIII como el momento de aparición de los primeros colchos, de carácter más rudimentario.
Precedentes de estas piezas pueden ser las vasijas de barro que presentaban tanto boca como un pitorro en la parte superior que permitía la salida del agua con el caudal adecuado para dar un trago; esto nos lleva a poder situar los antecedentes en la época Romana, árabe y/o valenciana.
También se considera la importancia que tuvo en la aparición del colcho la existencia de cantimploras de madera, las cuales eras unos pequeños toneles que se utilizaban bien en vertical bien en horizontal, y que tuvieron relativa importa en Sagunto y su comarca por el desarrollo en la zona de una tradición industrial tonelera, íntimamente relacionada con el cultivo de la vid y la producción vitivinícola, la cual tuvo una gran expansión durante el último tercio del siglo XIX.
La utilización del corcho como material para la fabricación de este tipo de botijos puede deberse a los problemas que ocasionaban otros materiales, la cerámica era pensada y al tiempo frágil, lo cual hacía que se rompiera con una cierta facilidad, mientras que los tonelitos de madera a pesar de ser más ligeros, tenían el inconveniente de la poca capacidad de la madera para hacer de aislamiento térmico. Así el corcho presentaría todas las ventajas que carecen los anteriormente mencionados, y su utilización podría estar inspirada en la industria de la apicultura, en la que el corcho es muy importante.
Los colchos primitivos tienen una elaboración muy rudimentaria pero muy funcional y una capacidad entre uno y tres litros. Estaba hecho uniendo dos trozos de corcho directamente separados del árbol, reforzando esta unión con unos aros de rodadura, generalmente una cuerda que daba varias vueltas alrededor de los extremos del corcho. El resto del botijo se completaba con las dos tapas en los extremos, se recubría el interior con alguna sustancia impermeable al  agua, excepto la zona destinada a la salida del agua para beberla.
Inicialmente la decoración no tenía ninguna relevancia, y fue fruto de la evolución del botijo a lo largo de su historia. Los primeros cambios afectaron al tratamiento de las piezas que se utilizaban para su construcción. Las piezas de corcho que se utilizaban tal y como se desprendían del árbol, comenzaron a trabajarse hasta dejarle un aspecto liso y de tacto suave, al igual que los tapones que se utilizan para los extremos. Además evoluciona también el montaje, pasando de colocar las piezas en el mismo sentido mostraba en el árbol, ahora se llega incluso a utilizarla al revés.
Otra evolución que se lleva a cabo está relacionada con los materiales que se utilizan, en un primer momento todos los materiales se obtenían a partir de caña o cuerdas para pasar a utilizarse metal, normalmente latón aunque también se han utilizado níquel, alpaca o plata (material que se restringía a algunas piezas por su elevado precio), con lo que se consigue más resistencia y con ello durabilidad y más calidad, que se debe en parte a la mayor consistencia y mejora en la presentación. Además el empleo de metal es lo que permitirá  la decoración de la pieza, a buril o en torno dependiendo de la pieza,  tanto de los aros como en otras piezas metálicas como el pitorro o las diferentes arandelas.
Entre las novedades que se producen con el tiempo está la introducción de nuevas piezas, en su mayoría decorativas como las placas.